# دميترييف-لغوفسكي
دميترييف-لغوفسكي (بالروسية: Дмитриев-Льговский) هي إحدى مدن روسيا في الكيان الفدرالي الروسي كورسك أوبلاست.